# Catastrophe de Ghislenghien
La catastrophe de Ghislenghien désigne l'explosion d'un gazoduc à haute pression à Ghislenghien, une section de la ville d'Ath, dans la province du Hainaut, en Belgique. Elle est survenue le 30 juillet 2004 et fut provoquée par une fuite de gaz naturel à la suite de la rupture en guillotine de la canalisation, fragilisée par une agression d'un engin de chantier lors de travaux effectués quelques semaines auparavant.
Elle causa la mort de 24 personnes et fit 132 blessés dont de nombreux grands brûlés. Parmi les victimes se trouvaient cinq pompiers, un policier et un agent d'Electrabel. A ce titre, elle aura pour conséquence la mise en place de la réforme de la sécurité civile belge, traduite dans la loi du 15 mai 2007 et mise en application à partir de 2014 avec, entre autres, la création de zones de secours.
Ces victimes reçurent des obsèques nationales.
Il s'agit de la catastrophe industrielle la plus meurtrière en Belgique depuis la catastrophe de Martelange en 1967 ainsi que l'une de ses principales catastrophes en temps de paix.

## Contexte
Deux gazoducs de haute pression (jusque 80 bars) appartenant au conglomérat européen « Finpipe » et opérés par la société belge Fluxys relient la Norvège à Paris en passant par Zeebruges permettant d'alimenter la France, l'Espagne et l'Italie en gaz naturel.
Ils passent à 1,10 mètre de profondeur sous le zoning industriel de Ghislenghien, une section de la ville d'Ath, situé dans la province du Hainaut, juste au sud de la frontière linguistique avec la province de Flandre-Orientale.
La zone se situe presque à équidistance entre Bruxelles (au nord est) et la frontière française (Nord-Pas-de-Calais, à l'ouest), situées toutes deux à environ 50 kilomètres.
Une nouvelle usine était en construction sur le zoning, pour le compte de la société belge Diamant Boart, spécialisée dans la manufacture d'outillage diamanté et faisant partie du groupe suèdois Husqvarna AB. Malgré le fait que les différentes entreprises étaient au courant de la présence des deux gazoducs, c'est lors de la réalisation de ces travaux par la société Tramo, qu'un engin de chantier griffa l'un des deux gazoducs de Fluxys quelques semaines auparavant, le fragilisant dangereusement. 

## L'accident
Le 30 juillet 2004, vers 6 h 40 un employé de Diamant Boart, maître d’œuvre du chantier de construction, sent une odeur de gaz. Le directeur de l'usine n'est prévenu qu'à 07H49. Les pompiers, quant à eux, sont alertés vers 8 h 19 via la centrale 112 de Mons. C'est la caserne d'Ath qui est territorialement compétente et qui envoie une équipe de deux véhicules et sept hommes, dirigée par le chef de corps des pompiers athois : le Lieutenant Eddy Pettiaux. Comme le veut la procédure, une équipe de police et une équipe d'Electrabel (à l'époque également chargées des interventions gaz) se rendent également sur les lieux. Le Lieutenant arrive sur place à 8 h 25, effectue sa reconnaissance et fait mettre en place les premières actions, puis communique les informations par téléphone au dispatching de Fluxys à 8 h 38. La société décide d'envoyer un technicien sur place, mais il n'arrivera pas à temps. 
En effet, à 8 h 56, à la suite d'une augmentation normale de pression pendant l'exploitation de la conduite, le gazoduc se rompt de manière soudaine et le volume de gaz naturel libéré explose quasi instantanément. Vu la haute pression, une colonne de flammes évaluée comme haute de 150 à 200 mètres, s'élève dans le ciel. Elle est visible à plus de 15 kilomètres à la ronde. Un tronçon de la conduite de gaz, mesurant 11 mètres et pesant plusieurs tonnes, est projeté à près de 200 mètres. On retrouvera les traces de l'agression de l'engin de chantier sur celui-ci. 
Parmi les victimes on compte des travailleurs du chantier, cinq pompiers, un policier, un agent d'Electrabel ainsi que des automobilistes circulant à proximité. Certains corps ont été retrouvés jusqu'à cent mètres de l'explosion.

### Organisation des secours

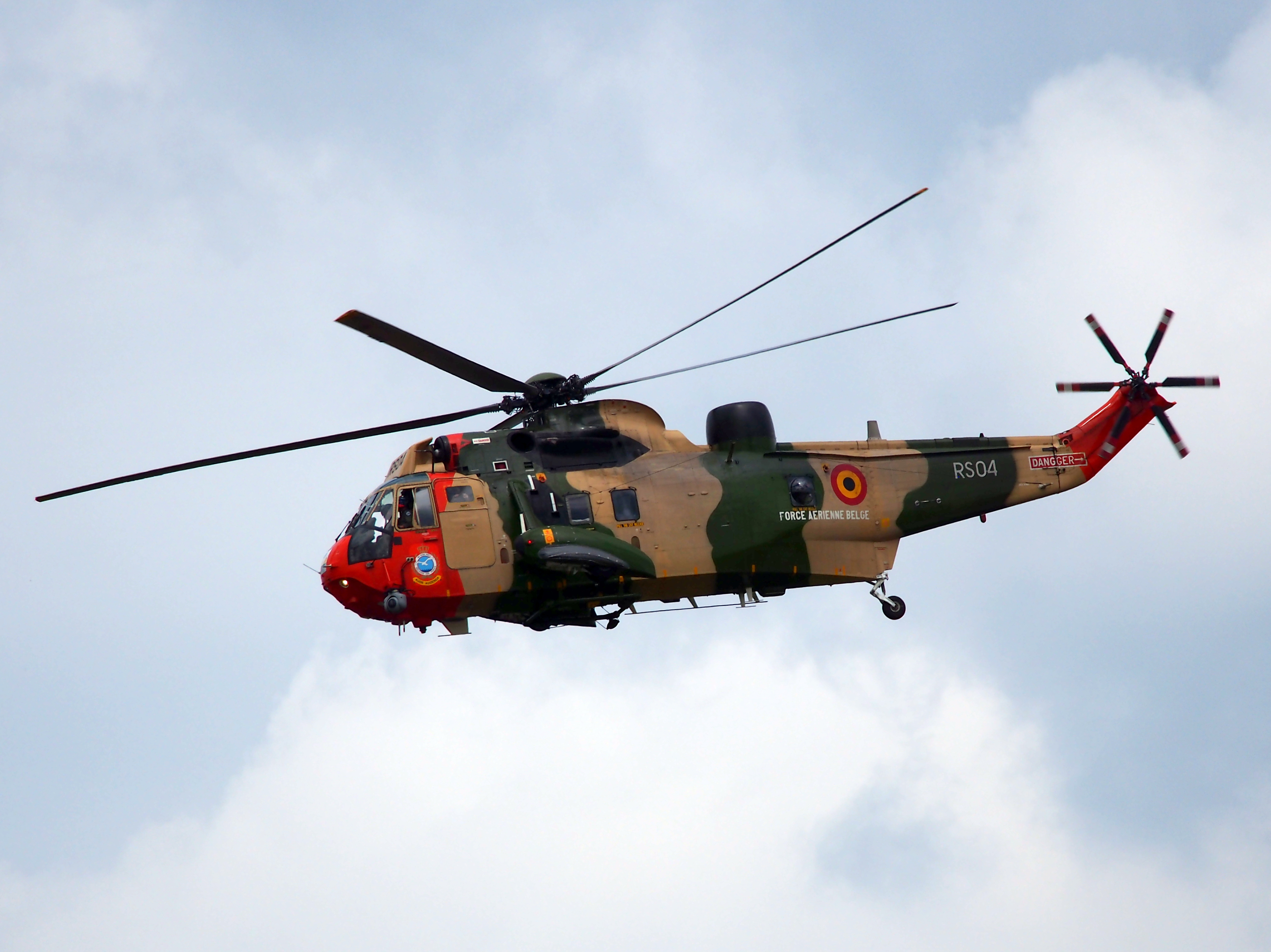
La composante air des forces armées belges dépêcha, entre autres, deux Sea King de la 40e escadrille Héli de la base aérienne de Coxyde et deux Agusta A109 pour transporter les blessés.

À la suite de l'explosion, les appels affluent dans les différentes centrales d’urgence du 112 et les deux casernes de pompiers suivantes, Chièvres et Soignies sont alertées. La catastrophe est telle que les niveaux 2 et 3 du plan catastrophe provincial et le plan fédéral d'urgence ont été activés vers 9 h 15. Le niveau 3 (le plus important) est destiné à évacuer les alentours de l'accident, tandis que les niveaux 1 et 2 concernent le plan rouge pour les pompiers et le plan catastrophe pour l'aide médicale urgente.
Des renforts sont alors demandés en masse aux services d'incendie voisins, y compris de Flandre ainsi que des pompiers de Bruxelles et à la protection civile, dont la caserne la plus proche est alors à Ghlin. La Croix-Rouge de Belgique interviendra également en nombre avec des secouristes et des ambulances et organisa une collecte de sang le lendemain. D'autres renforts viendront de l'armée belge, notamment de la composante médicale. Plusieurs hélicoptères de la composante air furent également dépêchés sur place, dont deux Sea King de la 40e escadrille Héli de la base aérienne de Coxyde ainsi que deux Agusta A109 de la 16e escadrille basée à Bierset. Notons aussi l'envoi de l'hélicoptère privé du Centre médical héliporté de Bra-sur-Lienne, faisant office de SMUR. 
Après la première vague de victimes emmenées à l'hôpital d'Ath, le plus proche, l'évacuation des blessés se fit principalement vers les hôpitaux spécialisés dans les grands brûlés, tel que l'hôpital militaire Reine Astrid de Neder-over-Heembeek, l'hôpital universitaire des enfants Reine Fabiola, les grands centres hospitaliers du pays, comme Loverval, Louvain, Anvers, Gand et Liège. 

### Renforts et soutiens internationaux
La France, distante d'une cinquantaine de kilomètres, enverra 65 secouristes, 13 ambulances et un poste médical avancé. Plusieurs blessés seront évacués vers les hôpitaux du nord de l'hexagone, principalement vers Lille, ainsi que vers Paris, vers les centres spécialisés pour les grands brûlés. 
À lui seul, le département du Nord-Pas-de-Calais voisin enverra une vingtaine de médecins urgentistes, quatre hélicoptères et onze SMUR du SAMU 59, tandis que les pompiers du SDIS 59 ont envoyé vingt-deux véhicules de secours et une cinquantaine de personnes.
D'autres moyen de secours viendront d’Allemagne, du Grand-Duché de Luxembourg, et des Pays-Bas.

### Conséquences immédiates
Le feu s’étend à deux entreprises voisines qui sont détruites : une station-service et le site en construction. Sous l'effet de la chaleur, les circuits électriques de bâtiments, situés à plusieurs centaines de mètres de l'explosion, fondent. La chaleur est ressentie à près de deux kilomètres. Des morceaux des bâtiments sont projetés à six kilomètres. 
La durée du feu de torche sera de 20 minutes, le temps que les secours parviennent à éteindre la fuite à l'origine de l'incendie.
Une vibration du sol de plus de dix minutes a été enregistrée et s'est propagée en aval du conduit au moins jusqu'à Sirault, à 20,2 kilomètres de là. Le bruit de l'explosion a été entendu par de nombreux témoins jusqu'au sud-est de Bruxelles. Trois stations de l'Institut royal météorologique de Belgique enregistrent une onde sonore inédite.
Les dégâts sont très importants et étendus : un cratère d’une dizaine de mètres de diamètre et d’une profondeur de 5 m s'est créé. Une zone de plusieurs centaines de mètres carrés est brûlée et des voitures seront retrouvées calcinées jusqu’à 500 mètres de l'explosion initiale. Des débris seront éparpillés jusqu’à 6 km.
Les populations sont invitées à se confiner, les autoroutes E429 et A8 coupées jusqu’en fin d’après-midi, ainsi que la nationale 7. 
L'action Fluxys a été suspendue à la bourse de Bruxelles. 

## Victimes

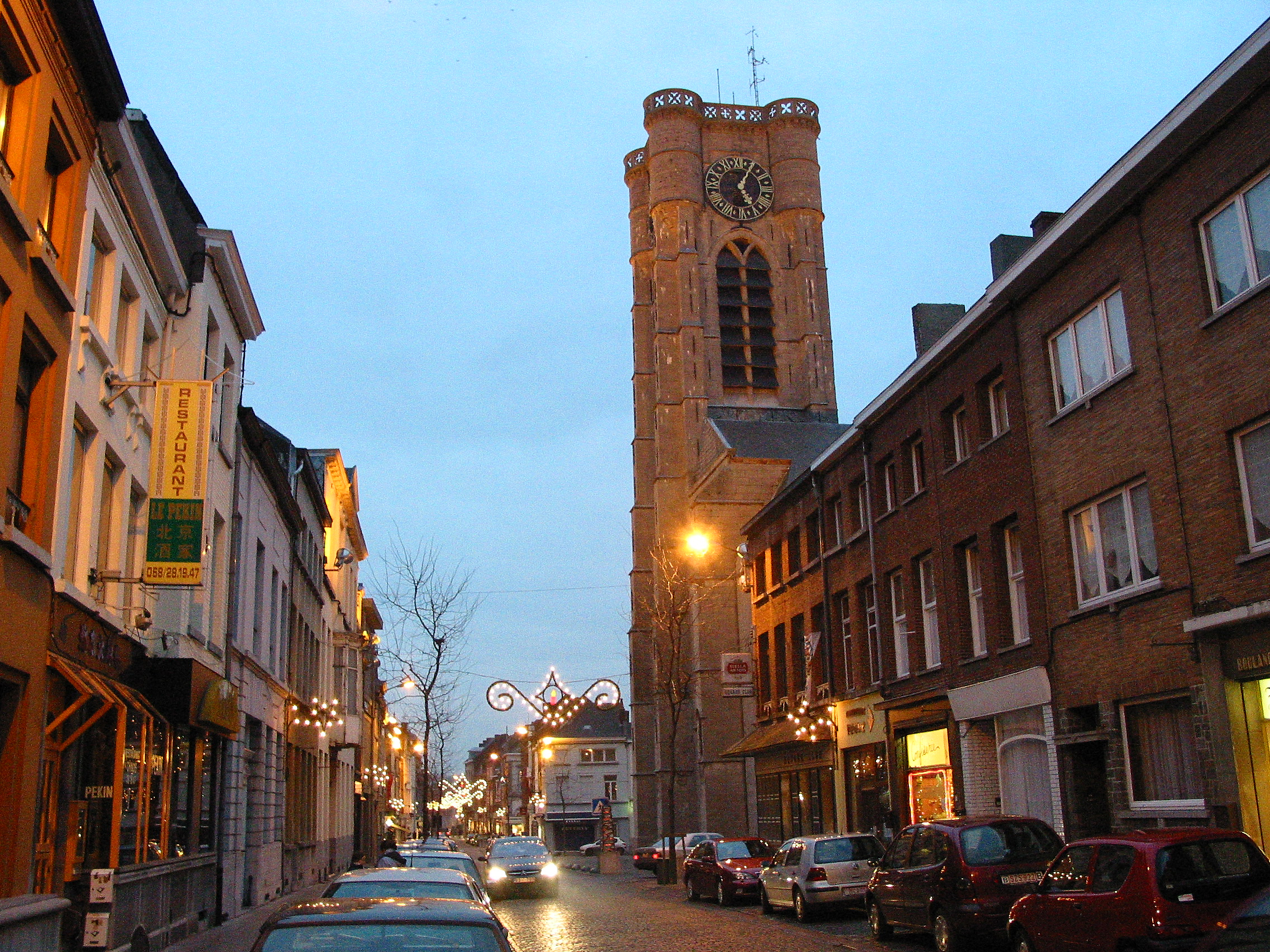
Des funérailles nationales furent rendues le mercredi 4 aout 2004 dans l'église Saint-Julien d'Ath.

La catastrophe fit 24 morts (21 Belges et 3 Français) et 132 blessés. Parmi les décès, on compte cinq pompiers de la caserne d'Ath (dont le Lieutenant Eddy Pettiaux, chef de service de la caserne athoise) et un policier d'Ath (l'inspecteur de police Pierre Dubois).
Les cinq pompiers, le policier et l'agent d'Electrabel reçurent des funérailles nationales le mercredi 4 aout 2004 dans l'église Saint-Julien d'Ath. Le prince héritier Philippe, le Premier ministre Guy Verhofstadt et le ministre de l'intérieur Patrick Dewael ainsi que de nombreux membres du gouvernement belge étaient présents à la cérémonie.
Le ministre français délégué aux Affaires européennes, Claudie Haigneré, assistait également aux funérailles.
La dernière victime est morte en juin 2005 des suites de ses brûlures.

### La Fondation Ghislenghien
La Fondation Ghislenghien, a été créée en septembre 2004 afin d'assurer le remboursement des victimes. Les fonds initiaux s'élèvent à 2,2 millions d'euros, financés par Fluxys et Assuralia, un groupe d'assurances. Il fut procédé dans un premier temps à deux versements forfaitaires basés sur la durée de l'hospitalisation des victimes. Les familles des victimes décédées ont également reçu une compensation financière. Lors d'une deuxième phase, des versements ont été effectués sur la base de dossiers individuels qui tenaient compte des dégâts subis par chacune des victimes. Une troisième phase a également été prévue pour un tiers des victimes pour lesquelles les soins étaient encore en cours dont le coût global n'était pas encore connu. 
Une assistance juridique gratuite a également été offerte aux victimes par la Fondation. En outre, une cellule de coordination d'information et d'assistance aux victimes a été créée en août 2004. Celle-ci assure les contacts entre les victimes, leur famille, les instances judiciaires, les maisons de justice et les services psycho-sociaux. 

## Hommages
Le 31 juillet 2004, le roi Albert II revient de Suède pour se rendre au chevet des victimes. La veille, son fils, le prince Laurent de Belgique et le Premier ministre Guy Verhofstadt s'étaient rendus sur place.
Le mercredi 4 aout 2004, jour des obsèques nationales des cinq pompiers, du policier et de l'agent d'Electrabel, fut déclaré « jour de deuil national ».
Une stèle commémorative a été érigée sur le site. Elle est le lieu de rassemblement des victimes, de leurs familles et des autorités chaque année à la date anniversaire de la catastrophe.

## Les procès

### Chambre du conseil
Au terme de quatre ans d'enquête, le juge Bresoux a clos son instruction le 28 mai 2008. Vingt-deux personnes, 14 physiques et 8 morales, ont été inculpées par le juge d'instruction et le procureur du roi devant la chambre du conseil. Celle-ci débuta ses travaux le 29 septembre 2008 et rendit son ordonnance le 17 janvier 2009 en prononçant 8 non-lieux et renvoyant 14 personnes devant le tribunal correctionnel de Tournai. 
Parmi les huit non-lieux, on retrouve notamment le conducteur de l'engin de chantier impliqué dans l'incident préalable à l'explosion, le dispatcheur de Fluxys ou la société Electrabel. Parmi les quatorze prévenus se trouvent le Bourgmestre de la ville d'Ath, le commandant des pompiers athois (décédé lors de l'intervention), ou encore les sociétés Fluxys et Husqvarna AB, à laquelle appartient Diamant Boart.

### Le procès initial
Le procès, visant à déterminer les responsabilités dans la catastrophe, s'est déroulé du 15 juin 2009 au 22 février 2010, au tribunal correctionnel de Tournai, délocalisé au Tournai expo loué pour l'occasion par manque de place au tribunal classique. Onze des quatorze prévenus ont été acquittés, dont des responsables de la ville d'Ath, Fluxys, la société de construction Tramo et Husqvarna AB, le commanditaire des travaux. La ville d'Ath et ses responsables étaient notamment accusées de n'avoir pas transmis les plans des conduites de gaz aux pompiers. Ce dont quoi la ville se défend, accusant même l'ancien chef de corps des pompiers, le Capitaine-commandant Dupond, d'avoir subtilisé les plans et archives de la caserne deux jours après la catastrophe. 
Parmi les prévenus se trouvait également le Lieutenant Eddy Pettiaux, fraichement nommé chef de corps des pompiers d'Ath et chef d'intervention lors de la catastrophe, où il trouva la mort avec quatre autres hommes du feu. Il lui était notamment reproché de ne pas avoir fait évacuer le site et ses environs. Lui est ses collègues furent toutefois dégagés de toute responsabilité. L’inculpation de pompiers décédés lors de l'intervention fit polémique et déclencha plusieurs mouvements de soutien dans le monde des pompiers, notamment la présence de 200 d'entre eux à l'audience du procès le 3 septembre 2009,.
Les trois personnes condamnées, en première instance, pour « homicide involontaire par défaut de prévoyance ou de précaution », sont : l'architecte responsable des travaux, Tramo (la société réalisant les travaux) et le conducteur des travaux. 

### Procès d'appel
À la suite du procès en première instance, les parties civiles annoncèrent qu'elles interjetteraient appel contre l'ensemble des prévenus au civil, tandis que le parquet faisait de même au pénal. Les trois prévenus condamnés ont également fait appel de leur jugement. 
Le procès en appel se déroula à partir du 29 novembre 2010 à la Cour d'appel de Mons. Le mardi 28 juin 2011, le Président de la Cour, Jean-François Jonckheer, rendit son jugement, révisant bon nombre de positions prises en première instance et bousculant en plusieurs points la jurisprudence, car la Cour d’appel a jugé la société Fluxys coresponsable de la catastrophe, ainsi que Diamant Boart (aujourd'hui Husqvarna Belgique). À l'inverse, la société Tramo a été acquittée. 

### Pourvoi en cassation
Le 11 juillet 2011, les trois inculpés du procès en appel (Fluxys, Husqvarna et les deux coordinateurs de sécurité) ainsi que d'autres sociétés ont déposé des pourvois en cassation contre l'arrêt de la Cour d'appel de Mons. Le 14 novembre 2012, le verdict de la Cour de cassation casse partiellement l'arrêt de la Cour d'appel, en l’occurrence les actions au civil mais garde le jugement au volet pénal. 
C'est la Cour d'appel de Liège qui fut désignée par la Cour de cassation pour se pencher sur les questions d'indemnisations concernent les personnes ayant la double qualité de condamnée et partie civile, comme Husqvarna AB Belgium et Fluxys.

## Suites et conséquences à long terme

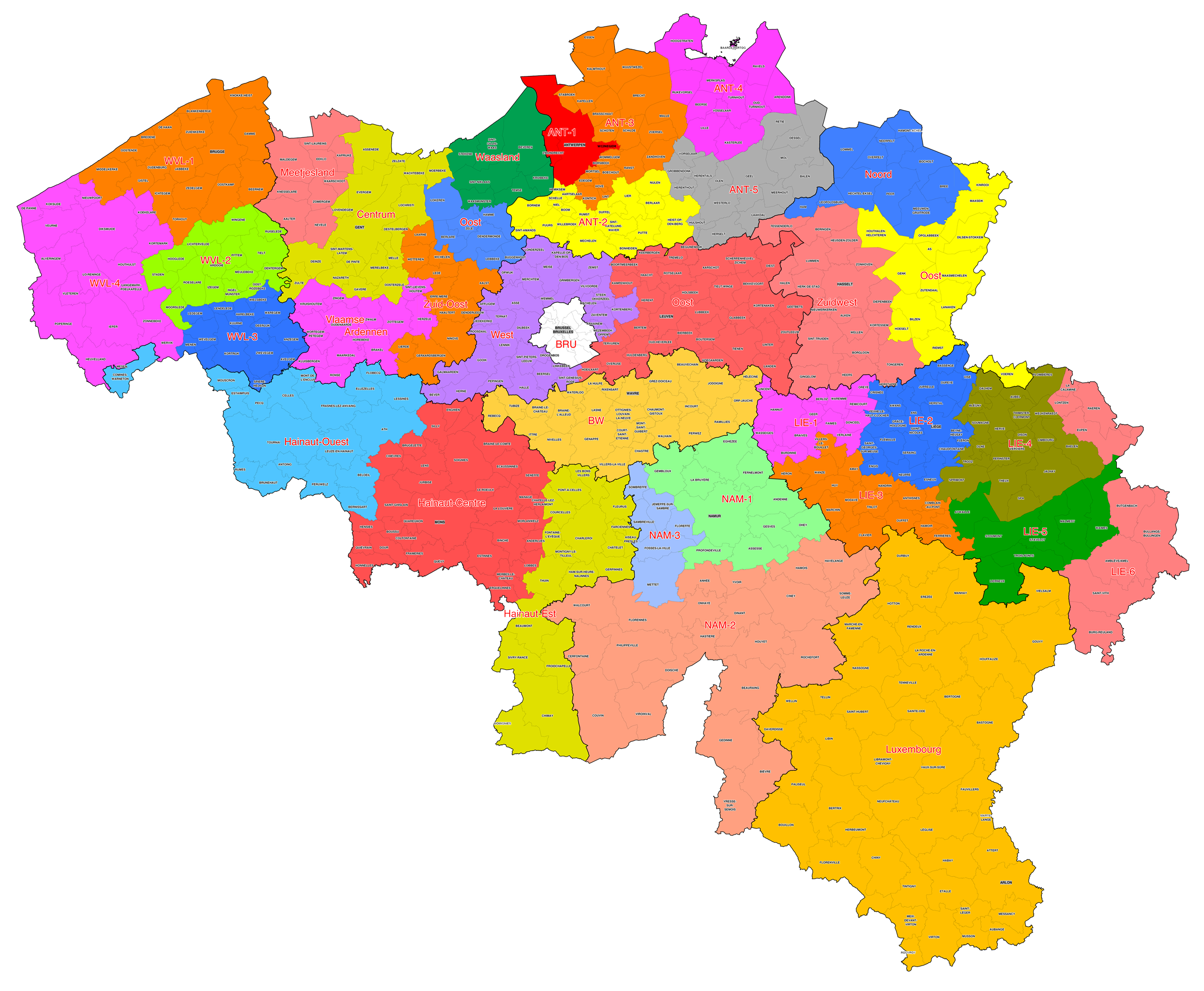
La catastrophe de Ghislenghien sera l'élément déclencheur de la réforme de la sécurité civile belge qui divisa le pays en 34 zones de secours.

### La commission Paulus
Une commission d'enquête parlementaire fut mise en place dès le 7 septembre 2004 dans le but de comprendre les faits, de mettre en lumière les éventuels dysfonctionnements et de dégager des axes d'amélioration afin d'éviter au maximum la survenue d'une nouvelle catastrophe de ce type et d'en tirer les leçons. Elle fut dirigée par Camille Paulus (VLD), alors gouverneur de la Province d'Anvers qui lui donna son nom : la commission Paulus. Elle identifia les problématiques rencontrées par les différents services d'urgences lors de catastrophes mais également lors des opérations de routine. Elle proposa ensuite plusieurs pistes d’amélioration en vue de créer une réforme de la sécurité civile, envisagée déjà depuis longtemps par le monde politique belge mais jamais mise en œuvre, et qui serait principalement axée sur les services d'incendie de l'époque. Voici les principaux axes :
- une organisation optimale des secours à la population (l'aide adéquate la plus rapide)
- l'amélioration de la sécurité des citoyens et des secouristes
- la professionnalisation du cadre de travail des membres des services de secours au niveau de la formation, du matériel, des procédures opérationnelles standardisées, du statut uniforme des professionnels et volontaires des services d'incendie.

Les principes de base appliqués pour la mise en place de la réforme  sont les suivants :
- une méthode de travail uniforme, où tous les corps de pompiers interviennent de manière identique, efficace et sécurisée lors des interventions.
- une collaboration approfondie et une répartition plus efficace des tâches entre les zones de secours et entre les zones et les unités de la Protection civile.
- l’innovation et la recherche des meilleurs moyens, formations, procédures et réglementations, ainsi que la possibilité d’échanger les meilleures pratiques. D'où la création, en 2007, du KCCE : le centre de connaissance de la sécurité civile.
- une uniformisation à l'échelle nationale et une revalorisation du statut administratif et pécuniaire des pompiers professionnels et volontaires.
- des économies d’échelle, débouchant sur une affectation budgétaire plus efficace.

À la suite de cette commission, le ministre de l'intérieur de l’époque, Patrick Dewael, proposa la réforme de la sécurité civile en 2006 et celle-ci fut alors traduite dans une loi fondatrice publiée au moniteur belge le 15 mai 2007.
Une réorganisation complète de la planification de l'urgence en Belgique fut également menée, notamment via la création de cinq « disciplines de l'urgence » par l'arrêté royal du 16 février 2006.

### Réforme de la sécurité civile
C'est à la suite de cette catastrophe et sur base de la commission Paulus que sera lancée la réforme de la sécurité civile belge par la loi du 15 mai 2007, qui aboutira, dès 2014, à la création des zones de secours, à l'instar des zones de police, créées le 1er janvier 2001 à la suite de la réforme des polices de Belgique après l'affaire Dutroux. Ces nouvelles zones de secours, au nombre de 34, entrèrent officiellement en fonction en 2015 et remplacèrent les 251 services régionaux d'incendie communaux que comptait alors le royaume.

### Réglementation
En Belgique, la mise en place d'un cadastre du sous-sol et des câbles aériens est envisagée depuis 2007.
En France, la réglementation de l'exécution de travaux — DT-DICT — a été renforcée en 2012.
En France, l'arrêté multifluide du 4 août 2006 impose une révision de la sécurité des canalisations de gaz, notamment par la conduite d'études de danger et la pose de plaques PEHD pour protéger ces canalisations des agressions dues aux travaux tiers.